# William Street (Manhattan)
William Street (en inglés: Calle William) es una calle en el Distrito Financiero del Bajo Manhattan en Nueva York. Su recorrido es, general de suroeste a noreste cruzando Wall Street y finalizando en Broad Street y Spruce Street, respectivamente.  Entre Beaver Street y Broad Street, la calle es conocida como South William Street. Entre Beekman Street y Spruce Street, frente al New York Downtown Hospital, William Street es una calle peatonal.

## Historia

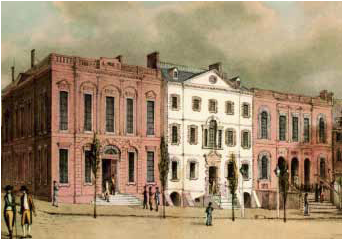
Vista de la esquina nororiental del cruce entre William y Wall street. La casa al extremo derecho se convirtió en la primera sede del City Bank of New York en el 38 de Wall Street, luego renumerada como la 52. (Pintura de Archibald Robertson, c. 1798)

Es una de las calles más antiguas de Manhattan y puede ser vista en el Plano de Castello de Nueva Ámsterdam en 1660. Originalmente fue llamada King Street, pero luego fue renombrada como "William" en honor de Willem Beekman quien llegó a Nueva Ámsterdam en 1647 como un compañero de Peter Stuyvesant. Beekman empezó como cajero de la Compañía Neerlandesa de las Indias Occidentales y luego estuvo nueve años como alcalde de la joven ciudad.
Los edificios en los números 13 al 23 de South William Street fueron reconstruidos en el estilo de renacimiento colonial holandés por el arquitecto C. P. H. Gilbert y luego Edward L. Tilton a inicios de los años 1900, evocando a Nueva Ámsterdam con el uso de ladrillos como material de construcción y hastiales escalonados . Estos edificios son parte del Distrito histórico de Stone Street, declarado en 1996 por la Comisión para la Preservación de Monumentos Históricos de Nueva York.

## Edificios

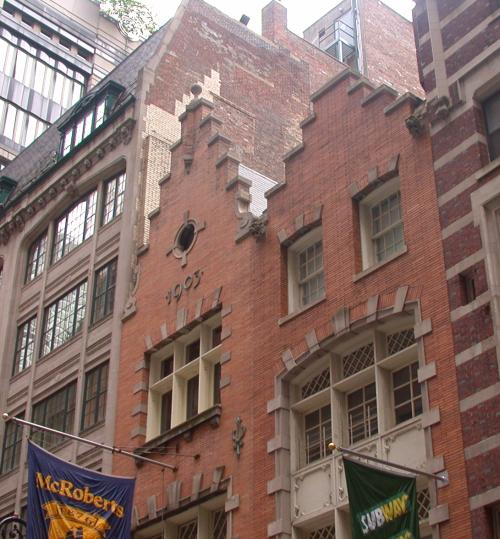
13-15 de South William Street, construidos en el estilo de renacimiento colonial holandés

Los edificios en William Street sirvieron como apoyo para atender a las firmas financieras del área e incluyeron condominios de lujo, oficinas, y al menos un centro de conferencias. Edificios notables con frente a William Street incluyen:
- 1 William Street
- 13-23 South William Street, construida en el estilo de renacimiento colonial holandés
- 85 Broad Street (Goldman Sachs)
- 2 South William Street (Delmonico's Restaurant)
- 15 William
- 20 Exchange Place
- 55 Wall Street
- 48 Wall Street
- 28 Liberty Street
- 33 Liberty Street (Banco de la Reserva Federal de Nueva York)
- 130 William
- New York Downtown Hospital
- Universidad Pace
- The New School
- Iglesia de Nuestra Señora de la Victoria

## Transporte
La  Línea de la Séptima Avenida-Broadway (trenes 2 y 3) del Metro de Nueva York va debajo de William Street, con paradas en with stops at Wall Street and Fulton Street.